# عثمان بوسعيد
عثمان بوسعيد هو لاعب كرة قدم بلجيكي في مركز الوسط، ولد في 7 مارس 2000 في كورتريك في بلجيكا يلعب في نادي النصر الإماراتي. لعب مع نادي أوترخت.

## وصلات خارجية
- عثمان بوسعيد على موقع الاتحاد الأوربي (الإنجليزية)
- عثمان بوسعيد على موقع الاتحاد البلجيكي (الإنجليزية)
- عثمان بوسعيد على موقع قاعدة بيانات كرة القدم.إي يو (الإنجليزية)
- عثمان بوسعيد على موقع ليكيب (الفرنسية)
- عثمان بوسعيد على موقع Soccerway.com (الإنجليزية)
- عثمان بوسعيد على موقع عالم كرة القدم.نت (الإنجليزية)